# Žalm 69
Žalm 69 („Zachraň mě, můj Bože, vody mi pronikly k duši“) je biblický žalm. V překladech, které číslují podle Septuaginty, se jedná o 68. žalm. Žalm je nadepsán těmito slovy: „Pro předního zpěváka, podle „Lilií“. Davidův.“ Podle některých vykladačů hebrejský výraz lamnaceach (לַמְנַצֵחַ, „pro předního zpěváka“) značí, že žalm byl určen k tomu, aby jej při určitých příležitostech odzpívával zkušený zpěvák, přičemž výraz al šošanim (עַל שׁשַׁנִּים, „podle Lilií“) odkazuje na to, že se tak mělo dít za doprovodu konkrétního druhu hudebního nástroje. Následující le-David (לְדָוִד, „Davidův“) je pro změnu chápán tak, že žalm byl určen pro krále z Davidova rodu. Tradiční židovský výklad naproti tomu považuje žalmy, které jsou označeny Davidovým jménem, za ty, které sepsal přímo král David, a Raši uvádí, že zmínka o liliích odkazuje na syny Izraele, kteří jsou jako mezi trním, jež je zraňují.